# Alfred Wesmael
Pour les articles homonymes, voir Wesmael.
Alfred Wesmael (11 février 1832 - 9 novembre 1905) est un botaniste belge.
Il a publié :
- Monographie des saules de la flore belge et des espèces les plus répandues dans les cultures, mémoire couronné par la Fédération des Sociétés d'horticulture de Belgique (1865)
- Description et histoire des végétaux ligneux qui croissent spontanément en Belgique ou qui sont cultivés dans les forêts (1866)